# Smilax kingii
Smilax kingii är en enhjärtbladig växtart som beskrevs av Joseph Dalton Hooker. Smilax kingii ingår i släktet Smilax och familjen Smilacaceae. Inga underarter finns listade.